# کارناوال ونیز (فیلم ۱۹۳۹)
کارناوال ونیز (ایتالیایی: Il carnevale di Venezia) فیلمی ایتالیایی در سبک کمدی به کارگردانی جوزپه آدامی و جاکومو جنتیلومو با بازی چسکو بازه‌جو، توتی دال مونته و ژونیه آستور محصول سال ۱۹۳۹ است.

### کتابشناسی
- Luciano De Giusti. Giacomo Gentilomo, cineasta popolare. Kaplan, 2008.